# Willem Bronkhorst
Willem Bronkhorst (Ambon, Nederlands-Indië, 26 juni 1888 - Bilthoven, 29 april 1960) was de eerste buitengewoon hoogleraar longziekten bij de Rijksuniversiteit van Utrecht.

## Biografie
Bronkhorst werd geboren in Ambon, in het huidige Indonesië. Hij verhuisde naar Nederland waar hij de HBS te Utrecht volgde en daarop de studie geneeskunde. Het begin van zijn carrière leidde langs het Sint-Antonius gasthuis, vervolgens was hij gemeentearts van Warmenhuizen en daarna was hij werkzaam in het sanatorium Berg en Bosch in Apeldoorn. Dit sanatorium was door de Katholieke Arbeidersbeweging gesticht voor tuberculosepatiënten. Aldaar kwam Bronkhorst in aanraking met de werking van röntgenstraling en hoe deze in te zetten in de geneeskunde. Vanaf dat moment onderzocht Bronkhorst hoe het röntgenapparaat ingezet kon worden bij het analyseren van de longen. Hij schreef in 1926 het proefschrift De contrasten in het röntgenbeeld en promoveerde daarop.
De Katholieke Arbeidersbeweging besloot in Bilthoven een nieuw Berg en Bosch te bouwen, dat direct ook een school was.
Bronkhorst heeft hierbij Ko Verzuu (1901 – 1971) op het sanatorium aangesteld - als werkplaatsleider - en hem hem daarbij aangemoedigd het speelgoed voor de timmerwerkplaats zelf te ontwerpen.
Na de verhuizing werd Bronkhorst eveneens ingezet in het Sint-Antonius gasthuis in Utrecht waar een longteam werd opgezet. Onderzoek naar longziekten ging steeds door en in 1937 sprak Bronkhorst over het planigrafisch onderzoek bij tuberculose. In de daarop volgende periode verfijnde Bronkhorst dit onderzoek en kon hij het in de praktijk toepassen. Hij kon eveneens de algemene opvatting weerleggen dat tuberculose ongeneselijk zou zijn.
In 1948 werd Bronkhorst als eerste benoemd tot bijzonder hoogleraar longziekten bij de Rijksuniversiteit van Utrecht. Hij bouwde een fundament voor de studie naar longziekten bij de universiteit en breidde zijn opgedane kennis van het sanatorium uit. Hij is de naamgever van de Schaal van Bronkhorst die een indeling maakt van de hoeveelheid mycobacteriën die in het materiaal van de luchtwegen aanwezig is.
Hij trouwde met Margaretha Bouwina Vitringa. Zij kregen zes kinderen, onder wie Hans Bronkhorst (1922-2007), Nederlands vertaler en journalist voor met name het katholieke dagblad De Tijd.

## Onderscheidingen
- Officier in de Orde van Oranje-Nassau
- Ridder in de Orde van de Nederlandsche Leeuw
- Ridder in de Orde van de Heilige Gregorius